# Alexis Boyer (Mediziner)

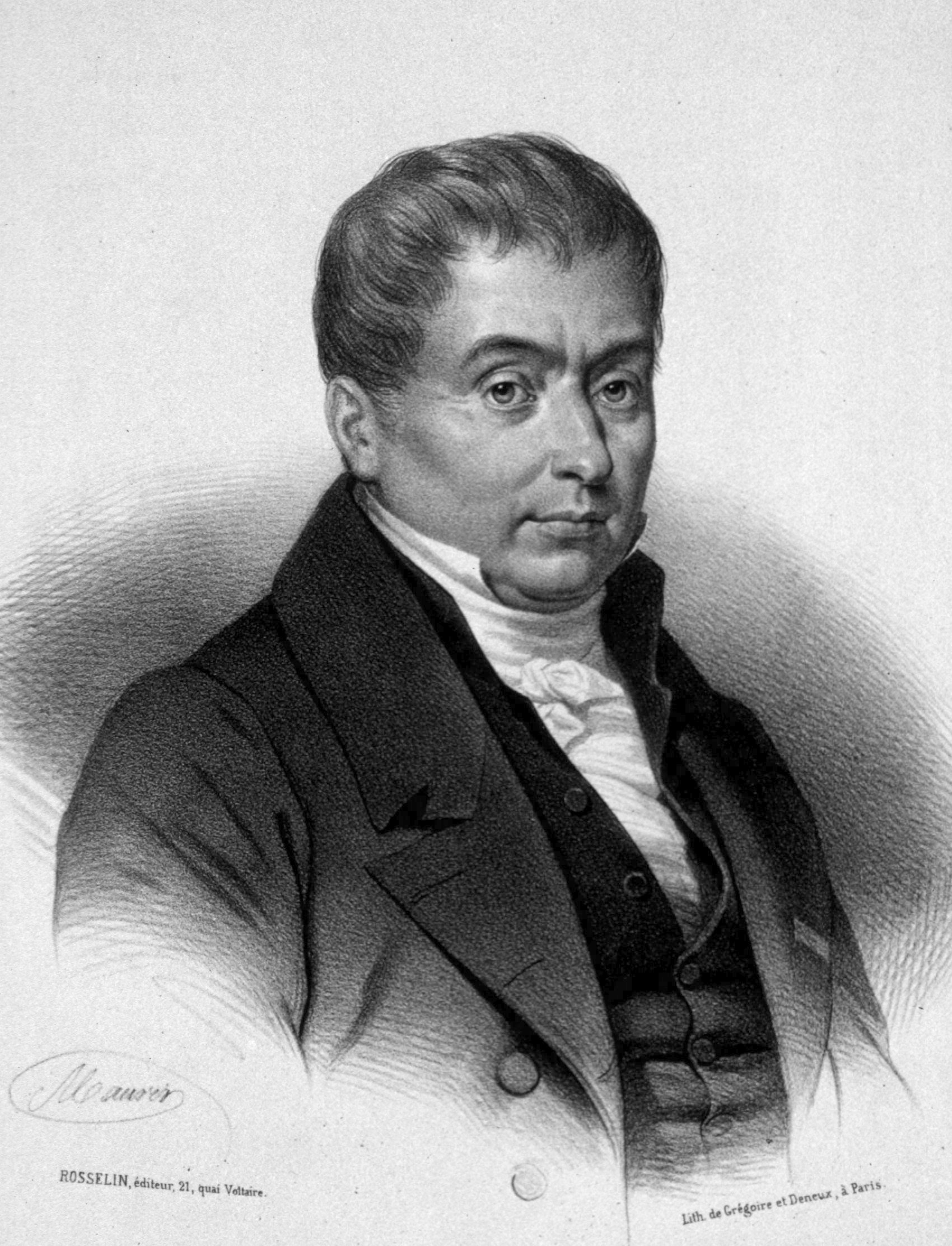
Alexis Boyer

Alexis Boyer, seit 1810 Alexis Baron Boyer (* 1. März 1757 in Uzerche im Département Corrèze in Limousin; † 25. November 1833 in Paris) war ein französischer Chirurg und Professor der Chirurgie in Paris.

## Leben und Wirken
Alexis (fälschlich auch Alexandre) Boyer war Sohn eines Schneiders, er begann zunächst als Helfer bei einem Barbier (chirurgien barbier), der ihn handwerklich chirurgisch ausbildete. Mit 17 Jahren ging Boyer als Barbier-Geselle, garçon barbier, nach Paris. Dort besuchte er als Autodidakt die Räumlichkeiten der Anatomie der École Pratique de la Faculté de médecine, wo Boyer seine Fähigkeiten beim Sezieren und Studieren ausbaute und entwickelte. Zudem gab er auch Unterricht in Anatomie. Es gelang ihm die Aufmerksamkeit der renommierten Chirurgen Antoine Louis (1723–1792) und Pierre-Joseph Desault (1744–1795) auf sich zu ziehen. Wie Desault entwickelte Boyer auch medico-mechanische Apparate, mit denen sich später (1827) der orthopädisch tätige Johann Georg Heine befasste.
Boyer war mit Gabrielle Tripot verheiratet, sie hatten einen Sohn und zwei Töchter, ihre älteste Tochter Adelaide Boyer – zuvor mit Guillaume Dupuytren verlobt – war schließlich die Ehefrau von Philibert-Joseph Roux (1780–1854).
Boyer widmete sich seit dem Jahre 1779 unter Pierre-Joseph Desault in Paris der Chirurgie, ab 1782 am Hôpital de la Charité, wo er 1787 Wundarzt, zweiter Chirurg neben dem Oberwundarzt Deschamps, wurde und ab 1795 Professor der Chirurgie. Später arbeitete er an der Klinik der neuerrichteten École de santé und 1804 erster Wundarzt des Kaisers, Napoleon I., premier chirurgien de l’Empereur, welcher ihn auch baronisierte. Boyer begleitete Napoleon als Chirurg auf dessen Feldzügen.
Unter den Bourbonen erhielt er eine Professur an der Universität Paris. Seit 1825 war er Mitglied der Académie des sciences.
Zu seinen auch aus dem Ausland kommenden Schülern gehörte etwa der deutsche Chirurg Cajetan von Textor, der die zum Standardwerk gewordene Operationslehre Boyers in deutscher Übersetzung herausgab.

## Schriften (Auswahl)
- Traité complet d’anatomie. 4 Bände. Paris 1797–1799; 4. Auflage 1820.
- Traité des maladies chirurgicales. 11 Bände. Paris 1814–1826; 5. Auflage in 7 Bänden 1843–1853 (deutsch von Cajetan von Textor, Würzburg 1818–1827, 11 Bände. 3. Auflage, Würzburg 1834–1841).
- Lecons sur les maladies des os. 2 Bände. Paris 1803 (deutsch 1804).